# Omotehara Genta
Omotehara Genta (表原 玄太 Omotehara Genta, sinh ngày 28 tháng 2 năm 1996) là một cầu thủ bóng đá người Nhật Bản. Anh thi đấu cho Shonan Bellmare.

## Thống kê câu lạc bộ
Cập nhật đến ngày 23 tháng 2 năm 2018.
| Thành tích câu lạc bộ | Thành tích câu lạc bộ | Thành tích câu lạc bộ | Giải vô địch | Giải vô địch | Cúp                   | Cúp                   | Tổng cộng | Tổng cộng |
| Mùa giải              | Câu lạc bộ            | Giải vô địch          | Số trận      | Bàn thắng    | Số trận               | Bàn thắng             | Số trận   | Bàn thắng |
| Nhật Bản              | Nhật Bản              | Nhật Bản              | Giải vô địch | Giải vô địch | Cúp Hoàng đế Nhật Bản | Cúp Hoàng đế Nhật Bản | Tổng cộng | Tổng cộng |
| --------------------- | --------------------- | --------------------- | ------------ | ------------ | --------------------- | --------------------- | --------- | --------- |
| 2014                  | Ehime FC              | J2 League             | 24           | 1            | 1                     | 1                     | 25        | 2         |
| 2015                  | Ehime FC              | J2 League             | 7            | 1            | 3                     | 0                     | 10        | 1         |
| 2016                  | Ehime FC              | J2 League             | 15           | 1            | 2                     | 1                     | 17        | 2         |
| 2017                  | Shonan Bellmare       | J2 League             | 20           | 0            | 2                     | 1                     | 22        | 1         |
| Tổng                  | Tổng                  | Tổng                  | 66           | 3            | 8                     | 3                     | 74        | 6         |

## Danh hiệu

### Quốc tế
U-19 Nhật Bản
- Giải vô địch bóng đá U-19 Đông Nam Á Vô địch (1): 2014